# Заполжани
Заполжани (на македонска литературна норма: Заполжани) е село в община Долнени на Северна Македония.

## География
Разположено е в централната част на Прилепското поле, южно от центъра на общината Долнени и северозападно от град Прилеп.

## История
В обобщен списък на джизието на немюсюлманите от селата от вакъфите на починалия султан Сюлейман в казата Пирлепе от 9 ноември 1615 година Заполжани е отбелязано като село с 16 ханета (домакинства). В списък (иджмал дефтер) на селищата от вакъфа на султан Сюлейман в Морихова от 14 февруари 1628 година селото е записано като Заполжан, с 16 ханета.
В XIX век Заполжани е село в Прилепска каза на Османската империя. Църквата „Свети Атанасий“ е от 1872 година.
В „Етнография на вилаетите Адрианопол, Монастир и Салоника“, издадена в Константинопол в 1878 година и отразяваща статистиката на населението от 1873 година Заполяни (Zapolyani) е посочено като село с 40 домакинства и 160 жители българи.
Според статистиката на Васил Кънчов („Македония. Етнография и статистика“) от 1900 година Заполжени е населявано от 354 жители българи християни.
На Етнографската карта на Битолския вилает на Картографския институт в София от 1901 година Заполжани е чисто българско село в Прилепската каза на Битолския санджак с 30 къщи.
В началото на XX век българите в селото са под върховенството на Българската екзархия. По данни на секретаря на екзархията Димитър Мишев („La Macédoine et sa Population Chrétienne“) в 1905 година в Заполжани (Zapoljani) има 160 българи екзархисти и в селото работи българско училище.
След Междусъюзническата война в 1913 година селото остава в Сърбия.

## Личности
Родени в Заполжани
- Димитър Николов, български революционер от ВМОРО, четник на Иван Наумов Алябака[8]